# Espulsione delle congregazioni (1902-1903)
La seconda espulsione di congregazioni religiose dalla Francia fu conseguenza del regime eccezionale introdotto per le congregazioni religiose dal Titolo III della Legge sulla libertà di associazione del 1901.
Le espulsioni ebbero luogo principalmente per iniziativa del Presidente del Consiglio Émile Combes.

## Definizione delle congregazioni
Alla fine del XIX secolo, col termine francese congrégations (congregazioni) si designavano gli istituti di istruzione privati gestiti da personale religioso che avesse emesso i voti semplici, a differenza dei religiosi appartenenti agli ordini e che avessero professato i voti solenni.
I decreti del 1880 non risolsero la questione delle congregazioni: «nessuna azione fu intrapresa contro le monache, e le congregazioni degli uomini furono rapidamente ricostituite. Molte comunità esiliate, infatti, fecero ritorno con discrezione negli anni seguenti, poi con il tacito consenso dei governi dello “spirito nuovo”». Lo storico Jean Sévillia fornisce le seguenti stime: «La Francia aveva allora esattamente 1.665 congregazioni, ovvero 154 ordini maschili e 1.511 congregazioni femminili. Un'inchiesta amministrativa commissionata da Waldeck-Rousseau nel 1899 contava 30.000 monaci e 28.000 monache».

## Titolo III della legge del 1901
La legge Waldeck-Rousseau sulle associazioni subordinava l'esistenza delle congregazioni a una richiesta di autorizzazione:
« Les membres d’une congrégation non autorisée sont interdits d’enseigner ou de diriger un établissement d’enseignement. » (art. 14)

« La liste des membres et les comptes et l’inventaire de la congrégation sont à la disposition du préfet. » (art. 15)

« Toute congrégation formée sans autorisation sera déclarée illicite. » (art. 16)

« Les congrégations existantes […] qui n’auraient pas été antérieurement autorisées ou reconnues, devront dans un délai de trois mois, justifier qu’elles ont fait les diligences nécessaires pour se conformer à ces prescriptions. À défaut de cette justification, elles seront réputées dissoutes de plein droit ; il en sera de même des congrégations auxquelles l’autorisation aura été refusée. » (art. 18)»
«Ai membri di una congregazione non autorizzata è interdetta la possibilità di insegnare o di gestire un istituto di istruzione». (art. 14)

«L'elenco dei membri, i libri contabili e l'inventario dei beni della congregazione sono a disposizione del prefetto». (art. 15)

«Qualsiasi congregazione formata senza autorizzazione sarà dichiarata illecita». (art. 16)

«Le congregazioni esistenti […] che non siano state preventivamente autorizzate o riconosciute, devono, entro tre mesi, dare evidenza di aver assunto le misure necessarie per conformarsi a tali prescrizioni. In mancanza di tale giustificazione, si intenderanno sciolte a norma di legge; lo stesso vale per le congregazioni la cui autorizzazione sarà stata rifiutata». (art. 18)»
(Legge sulla libertà di associazione del 1901)
A questa legge seguì la parziale ricostituzione di molte congregazioni dopo la loro espulsione a seguito dei due decreti del 29 marzo 1880, a firma del Ministro dell'Interno Charles Lepère e del Ministro della Giustizia Jules Cazot.

## Il divieto di costituire congregazioni

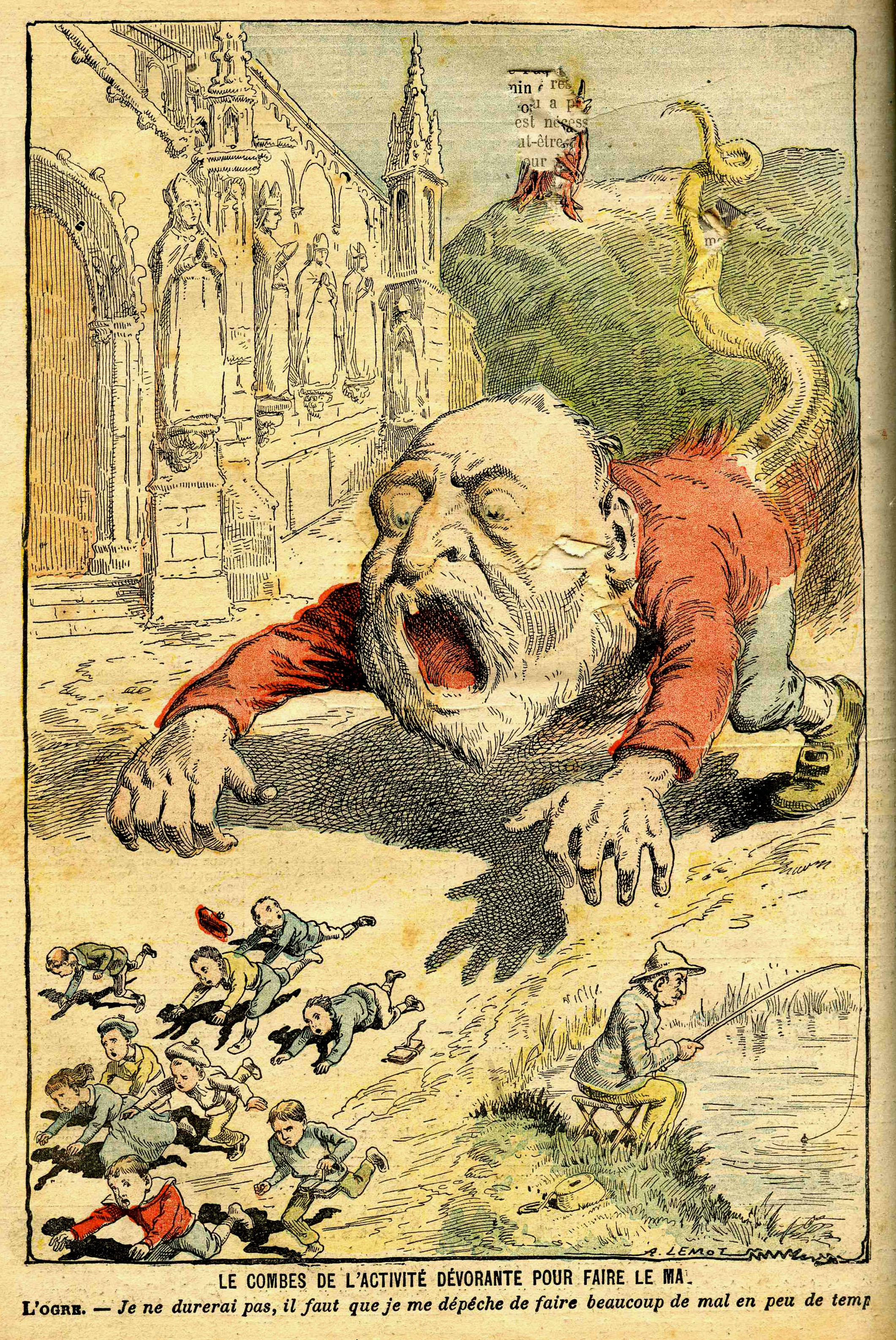
L’orco Émile Combes, ‘’Le Pélerin’’, 27 luglio 1902.

Il Vaticano condannò la legge e concedette alle congregazioni la facoltà di chiedere la propria autorizzazione, cosa che fece la maggior parte di esse. Tuttavia, la vittoria del Blocco repubblicano (di sinistra) alle elezioni legislative del maggio 1902 portò al potere Émile Combes, alleato dei socialisti di Jean Jaurès, il cui governo condusse una feroce lotta anticlericale e procedette ad un'interpretazione restrittiva della legge del 1901.
Nella primavera del 1903 Combes trasmise alla Camera 54 fascicoli relativi a richieste di autorizzazione di congregazioni maschili presentate da più di 1.115 case religiose. I fascicoli erano divisi in tre gruppi, tutti con parere negativo:
- venticinque congregazioni “insegnanti” (in rappresentanza di 1.689 case e 11.841 religiosi);
- ventotto “predicatori” (225 case e 3.040 religiosi);
- 48 monaci certosini.

Allo stesso tempo, Combes trasmise al Senato le richieste di sei congregazioni di uomini "Ospedalieri, Missionari e Contemplativi", esprimendo parere favorevole per cinque di esse, che sarebbero rimaste tollerate: Ordine ospedaliero di San Giovanni di Dio, i Trappisti, i Cistercensi dell’Abbazia di Lerino, i Padri Bianchi, la Società delle missioni africane. Fu dato parere negativo per i Salesiani di don Bosco.
Per quanto concerne le congregazioni femminili, delle 390 richieste di autorizzazione pervenute, solamente 81 fascicoli furono trasmessi alla Camera con pareri sfavorevoli.
La Camera e il Senato seguirono le raccomandazioni di Combes. Le congregazioni non autorizzate furono espulse a partire dall'aprile 1903. Così i monaci della Grande Chartreuse, casa madre dell’Ordine Ospitaliero, furono espulsi manu militari il 29 aprile 1903.
Durante l'estate del 1902 furono chiuse nel territorio francese 3.000 scuole appartenenti a congregazioni non autorizzate, e preesistenti all’entrata in vigore della legge del 1901. La legge del 4 dicembre 1902 introduceva una sanzione pecuniaria e il carcere per chiunque volesse aprire una scuola congregazionale senza autorizzazione ovvero per chiunque, a seguito di provvedimento di chiusura, avesse proseguito l'attività dell’istituto o ne avesse promosso l'organizzazione o il funzionamento.
Le espulsioni incontrarono numerose e violente opposizioni da parte della popolazione, in particolare in Bretagna, a Nantes e nella Chartreuse.